# عبدالکریم حسن
عبدالکریم حسن‌الحاج فضل‌الله (عربی: عبدالکریم حسن الحاج فضل‌الله؛ زادهٔ ۲۸ اوت ۱۹۹۳) بازیکن فوتبال اهل قطر است که در پست مدافع چپ برای باشگاه ورزشی الوکره در لیگ ستارگان قطر بازی می‌کند. وی سابقهٔ بازی برای تیم ملی فوتبال قطر را دارد. عبدالکریم برندهٔ جایزهٔ بهترین بازیکن سال آسیا در سال ۲۰۱۸ شد. او پس از یک گفت‌وگو در فضای مجازی با یک هوادار تیم ملی قطر، پس از حذف تیم ملی قطر از جام جهانی ۲۰۲۲ از این تیم کنار گذاشته شد.
او در سال ۲۰۲۴ به تیم ملی فوتبال قطر برگشت.

## فوتبال باشگاهی

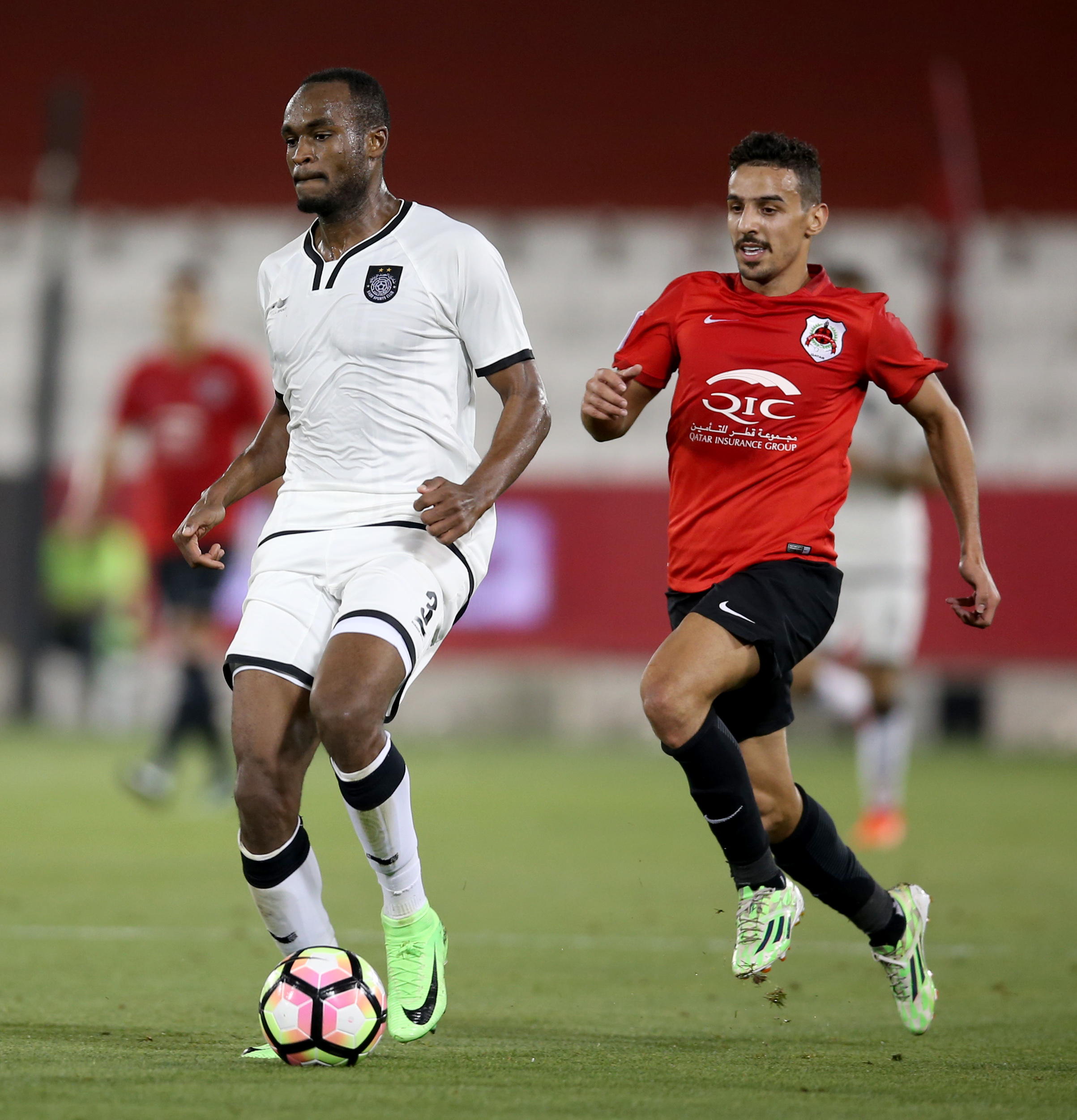
عبدالکریم و عبدالرحمن الحرازی در مسابقه‌ای در لیگ ستارگان قطر، ۲۰۱۷

عبدالکریم حسن در سال ۲۰۱۱ از آکادمی اسپایر فارغ‌التحصیل شد.
او در ۱۷ سالگی، جوان‌ترین بازیکنی شد که در لیگ قهرمانان آسیا ۲۰۱۱ ظاهر شد. تیم او السد در آن سال قهرمان لیگ قهرمانان آسیا شد. او در لیگ ستارگان قطر ۲۰۱۲–۲۰۱۳ بهترین بازیکن جوان سال را شد. در ژوئن ۲۰۱۷ اعلام شد که السد او را به تیم اوپن در لیگ فوتبال بلژیک قرض داده است.
عبدالکریم در جام باشگاه‌های جهان ۲۰۱۹ بازی کرد و در پیروزی ۳–۱ السد در برابر هیانگن اسپورت گلزنی کرد. او بعداً در دور دوم و در باخت ۳–۲ تیمش مقابل سی‌اف مونتری نیز گلزنی کرد. السد در نهایت در جایگاه ششم آن مسابقات ایستاد.
در ۲۱ دسامبر ۲۰۲۲، مدیریت السد اعلام کرد که عبدالکریم حسن برای همیشه از این تیم، کنار گذاشته شده است. در ۲۵ ژانویهٔ ۲۰۲۳، عبدالکریم حسن به باشگاه الجهرا در لیگ برتر کویت پیوست.
در ۲۲ ژانویهٔ ۲۰۲۴، حسن با قراردادی ۱۸ ماهه به تیم پرسپولیس در لیگ برتر خلیج فارس پیوست و نخستین فوتبالیست حرفه‌ای قطری شد که در ایران بازی کرده است.

## فوتبال ملی

### جوانان
عبدالکریم در دهمین دورهٔ مسابقات بین‌المللی دوستی جوانان، مقابل تیم ملی زیر ۲۰ سال امارات یک گل به ثمر رساند.

## آمار باشگاهی

### السد قطر
| باشگاه     | دسته       | فصل        | لیگ قطر | لیگ قطر | امیرکاپ | امیرکاپ | آسیا | آسیا | جام قطر | جام قطر | اووردو کاپ | اووردو کاپ | جام شیخ‌جاسم | جام شیخ‌جاسم | جهان | جهان | مجموع | مجموع |
| باشگاه     | دسته       | فصل        | بازی    | گل      | بازی    | گل      | بازی | گل   | بازی    | گل      | بازی       | گل         | بازی        | گل          | بازی | گل   | بازی  | گل    |
| ---------- | ---------- | ---------- | ------- | ------- | ------- | ------- | ---- | ---- | ------- | ------- | ---------- | ---------- | ----------- | ----------- | ---- | ---- | ----- | ----- |
| السد قطر   | لیگ قطر    | ۱۱–۲۰۱۰    | ۰       | ۰       | ۰       | ۰       | ۱۰   | ۰    | ۰       | ۰       | ۰          | ۰          | ۰           | ۰           | ۰    | ۰    | ۱۰    | ۰     |
| السد قطر   | لیگ قطر    | ۱۲–۲۰۱۱    | ۹       | ۰       | ۰       | ۰       | ۰    | ۰    | ۰       | ۰       | ۰          | ۰          | ۰           | ۰           | ۰    | ۰    | ۹     | ۰     |
| السد قطر   | لیگ قطر    | ۱۳–۲۰۱۲    | ۱۸      | ۳       | ۰       | ۰       | ۰    | ۰    | ۰       | ۰       | ۰          | ۰          | ۰           | ۰           | ۰    | ۰    | ۱۸    | ۳     |
| السد قطر   | لیگ قطر    | ۱۴–۲۰۱۳    | ۲۳      | ۲       | ۰       | ۰       | ۸    | ۰    | ۰       | ۰       | ۰          | ۰          | ۰           | ۰           | ۰    | ۰    | ۳۱    | ۲     |
| السد قطر   | لیگ قطر    | ۱۵–۲۰۱۴    | ۲۴      | ۵       | ۰       | ۰       | ۱۰   | ۱    | ۰       | ۰       | ۰          | ۰          | ۰           | ۰           | ۰    | ۰    | ۳۴    | ۶     |
| السد قطر   | لیگ قطر    | ۱۶–۲۰۱۵    | ۲۰      | ۳       | ۰       | ۰       | ۱    | ۰    | ۰       | ۰       | ۰          | ۰          | ۰           | ۰           | ۰    | ۰    | ۲۱    | ۳     |
| السد قطر   | لیگ قطر    | ۱۷–۲۰۱۶    | ۲۳      | ۳       | ۰       | ۰       | ۱    | ۰    | ۰       | ۰       | ۰          | ۰          | ۰           | ۰           | ۰    | ۰    | ۲۴    | ۳     |
| السد قطر   | لیگ قطر    | ۱۸–۲۰۱۷    | ۸       | ۱       | ۰       | ۰       | ۱۱   | ۱    | ۰       | ۰       | ۰          | ۰          | ۰           | ۰           | ۰    | ۰    | ۱۹    | ۲     |
| السد قطر   | لیگ قطر    | ۱۹–۲۰۱۸    | ۱۴      | ۴       | ۱       | ۰       | ۱۰   | ۱    | ۰       | ۰       | ۰          | ۰          | ۱           | ۰           | ۰    | ۰    | ۲۶    | ۵     |
| السد قطر   | لیگ قطر    | ۲۰–۲۰۱۹    | ۱۶      | ۲       | ۱       | ۰       | ۵    | ۰    | ۱       | ۰       | ۲          | ۰          | ۰           | ۰           | ۳    | ۲    | ۲۸    | ۴     |
| السد قطر   | لیگ قطر    | ۲۱–۲۰۲۰    | ۱۶      | ۲       | ۳       | ۰       | ۶    | ۰    | ۲       | ۰       | ۰          | ۰          | ۰           | ۰           | ۰    | ۰    | ۲۷    | ۲     |
| السد قطر   | لیگ قطر    | ۲۲–۲۰۲۱    | ۱۷      | ۳       | ۳       | ۱       | ۴    | ۰    | ۰       | ۰       | ۰          | ۰          | ۰           | ۰           | ۰    | ۰    | ۲۴    | ۴     |
| مجموع السد | مجموع السد | مجموع السد | ۱۸۸     | ۲۸      | ۸       | ۱       | ۶۶   | ۳    | ۳       | ۰       | ۲          | ۰          | ۱           | ۰           | ۳    | ۲    | ۲۷۱   | ۳۴    |

### اوپن
| باشگاه     | دسته       | فصل        | لیگ برتر | لیگ برتر | جام‌حذفی | جام‌حذفی | مجموع | مجموع |
| باشگاه     | دسته       | فصل        | بازی     | گل       | بازی    | گل      | بازی  | گل    |
| ---------- | ---------- | ---------- | -------- | -------- | ------- | ------- | ----- | ----- |
| اوپن       | لیگ برتر   | ۱۸–۲۰۱۷    | ۱۰       | ۱        | ۱       | ۰       | ۱۱    | ۱     |
| مجموع اوپن | مجموع اوپن | مجموع اوپن | ۱۰       | ۱        | ۱       | ۰       | ۱۱    | ۱     |

### پرسپولیس
| باشگاه         | دسته           | فصل            | لیگ برتر | لیگ برتر | جام‌حذفی | جام‌حذفی | آسیا | آسیا | سوپرجام | سوپرجام | مجموع | مجموع |
| باشگاه         | دسته           | فصل            | بازی     | گل       | بازی    | گل      | بازی | گل   | بازی    | گل      | بازی  | گل    |
| -------------- | -------------- | -------------- | -------- | -------- | ------- | ------- | ---- | ---- | ------- | ------- | ----- | ----- |
| پرسپولیس       | لیگ برتر       | ۰۳–۱۴۰۲        | ۱۳       | ۰        | ۲       | ۰       | ۰    | ۰    | ۰       | ۰       | ۱۵    | ۰     |
| مجموع پرسپولیس | مجموع پرسپولیس | مجموع پرسپولیس | ۱۳       | ۰        | ۲       | ۰       | ۰    | ۰    | ۰       | ۰       | ۱۵    | ۰     |

## آمار ملی

### بازی‌های ملی
| قطر   | قطر  | قطر | قطر    |
| سال   | بازی | گل  | پاس گل |
| ----- | ---- | --- | ------ |
| ۲۰۱۰  | ۱    | ۰   | ۰      |
| ۲۰۱۳  | ۱۹   | ۳   | ۱      |
| ۲۰۱۴  | ۱۵   | ۲   | ۰      |
| ۲۰۱۵  | ۱۴   | ۲   | ۴      |
| ۲۰۱۶  | ۹    | ۱   | ۱      |
| ۲۰۱۷  | ۹    | ۱   | ۰      |
| ۲۰۱۸  | ۸    | ۰   | ۲      |
| ۲۰۱۹  | ۱۷   | ۵   | ۱      |
| ۲۰۲۰  | ۴    | ۰   | ۱      |
| ۲۰۲۱  | ۲۲   | ۱   | ۱      |
| ۲۰۲۲  | ۱۵   | ۰   | ۰      |
| مجموع | ۱۳۳  | ۱۵  | ۱۱     |

### گل‌های ملی
| شماره | تاریخ          | میزبان  | بازی ملی | حریف      | نتیجه | رقابت                        |
| ----- | -------------- | ------- | -------- | --------- | ----- | ---------------------------- |
| ۱     | ۳۱ ژانویه ۲۰۱۳ | دوحه    | ۲        | لبنان     | ۱–۰   | دوستانه                      |
| ۲     | ۷ مارس ۲۰۱۳    | دوحه    | ۴        | مصر       | ۳–۱   | دوستانه                      |
| ۳     | ۱۵ نوامبر ۲۰۱۳ | دوحه    | ۱۸       | یمن       | ۴–۱   | مقدماتی جام ملت‌های آسیا ۲۰۱۵ |
| ۴     | ۶ نوامبر ۲۰۱۴  | دوحه    | ۲۹       | کرهٔ شمالی | ۳–۱   | دوستانه                      |
| ۵     | ۲۷ دسامبر ۲۰۱۴ | دوحه    | ۳۵       | استونی    | ۳–۰   | دوستانه                      |
| ۶     | ۳۰ مارس ۲۰۱۵   | دوحه    | ۴۰       | اسلوونی   | ۱–۰   | دوستانه                      |
| ۷     | ۸ سپتامبر ۲۰۱۵ | هنگ کنگ | ۴۶       | هنگ کنگ   | ۳–۲   | مقدماتی جام جهانی ۲۰۱۸       |
| ۸     | ۲۹ مه ۲۰۱۶     | هارتبرگ | ۵۲       | آلبانی    | ۱–۳   | دوستانه                      |
| ۹     | ۶ ژوئن ۲۰۱۷    | دوحه    | ۶۰       | کرهٔ شمالی | ۲–۲   | دوستانه                      |
| ۱۰    | ۱۳ ژانویه ۲۰۱۹ | العین   | ۷۸       | کرهٔ شمالی | ۶–۰   | جام ملت‌های آسیا ۲۰۱۹         |
| ۱۱    | ۵ سپتامبر ۲۰۱۹ | دوحه    | ۸۷       | افغانستان | ۶–۰   | مقدماتی جام جهانی ۲۰۲۲       |
| ۱۲    | ۲۹ نوامبر ۲۰۱۹ | دوحه    | ۹۴       | یمن       | ۶–۰   | جام ملت‌های خلیج ۲۰۱۹         |
| ۱۳    | ۲۹ نوامبر ۲۰۱۹ | دوحه    | ۹۴       | یمن       | ۶–۰   | جام ملت‌های خلیج ۲۰۱۹         |
| ۱۴    | ۲۹ نوامبر ۲۰۱۹ | دوحه    | ۹۴       | یمن       | ۶–۰   | جام ملت‌های خلیج ۲۰۱۹         |
| ۱۵    | ۴ سپتامبر ۲۰۲۱ | دبرتسن  | ۱۰۸      | پرتغال    | ۱–۳   | دوستانه                      |

## افتخارات

### السد
- لیگ ستارگان قطر (۴): ۱۳–۲۰۱۲، ۱۹–۲۰۱۸ ،۲۱–۲۰۲۰ ،۲۲–۲۰۲۱
- جام ولیعهد قطر (۳): ۲۰۱۷، ۲۰۲۰، ۲۰۲۱
- جام شیخ جاسم قطر (۲): ۲۰۱۴, ۲۰۱۹
- جام ستارگان قطر (۱): ۲۰۱۹–۲۰
- لیگ قهرمانان آسیا (۱): ۲۰۱۱
- سومی جام باشگاه‌های جهان: ۲۰۱۱

### پرسپولیس
- قهرمان: لیگ برتر ایران (۱): ۰۳–۱۴۰۲

### تیم ملی قطر
- جام ملت‌های آسیا (۱): ۲۰۱۹
- جام ملت‌های خلیج فارس (۱): ۲۰۱۴

فردی
- بازیکن فوتبال سال آسیا (۱):۲۰۱۸[۱۸]
- جزو تیم منتخب جام ملت‌های آسیا: ۲۰۱۹[۱۹]
- جزو تیم منتخب لیگ ستارگان قطر: ۲۰۱۷–۱۸، ۲۰۱۸–۱۹، ۲۰۱۹–۲۰